# Leili Anvar
Leili Anvar (Teherán, 28 de mayo de 1967) es una iranóloga, periodista y traductora francesa. Ejerce como profesora titular de Lengua y Literatura Persa en la universidad.

## Biografía

### Orígenes y formación
Leili Anvar es de padre iraní y madre francesa. 
Antigua alumna del Instituto Razi de Teherán y más tarde de La Bruyère en Versalles, asistió a la Escuela Normal Superior de París en 1987 (promoción L1987). Es doctora en estudios iraníes (1999) y catedrática de inglés (1991).

### Carrera
Profesora titular de universidad de literatura persa en el Institut national des langues et civilisations orientales (Instituto nacional de lenguas y culturas orientales) desde 2001, Anvar forma parte de dos equipos de investigación: CERMOM (vinculación principal) y UMR Mundo iraní e indio - Colaboración con la IISMM (EHESS) (vinculación secundaria).
En France Culture colaboró en la emisión Les racines du ciel (Las raíces del cielo) que ha coproducido con Frédéric Lenoir, y más tarde en Les discussions du soir (Los debates vespertinos). Es también cronista en Le Monde des religions (El Mundo de las religiones), donde se ocupa de la sección «Mirada espiritual». Es presentadora desde 2019 de la emisión Islam, transmitida los domingos por la mañana en France 2.
Actúa en varios recitales de poesía como humorista. También participó en numerosos festivales internacionales y creó, junto con Carole Latifa Ameer, una Oda a las mujeres místicas, para la apertura en 2018, el mismo año de su matrimonio con Frédéric Ferney, del Festival de Fez de la cultura Sufí.
Su labor se centra principalmente en el estudio de la literatura mística así como en la literatura romántica y sus desarrollos espirituales. Leili Anvar contribuye también a un mejor conocimiento del sufismo y de la cultura persa. Asimismo, defiende una visión más amplia y fraternal de las espiritualidades del mundo y de los valores humanistas de los cuales son portadoras.

### Publicaciones
Traductora y especialista en literatura mística, además de un gran número de artículos universitarios, Anvar estudió en profundidad la obra del poeta místico persa del siglo XIII  Yalal ad-Din Miuhammad Rumi. Publicó Rûmî (Rumi) con la editorial Entrelacs, la obra y la vida del poeta, seguida de una antología de sus obras.
Dirigió la publicación de una antología de poesía árabe, persa y turca titulada Orient – Mille ans de poésie et de peinture (Oriente – Mil años de poesía y de pintura) para la cual en 2009 tradujo los poemas persas.
Se le debe también la biografía de la poeta kurdo-persa Malek Jân No’mati, seguida de la antología de sus obras: Malek Jân Ne’mati, «la vie n’est pas courte, mais le temps est compté» (Malek Jân Ne’mati, «La vida no es corta pero el tiempo está contado»).
Tradujo al francés versificado el Manteqotteyr, la obra maestra del poeta místico persa Farid al Din Attar, publicada bajo el título El lenguaje de los pájaros, con la editorial Éditions Diane de Selliers.

## Trabajos
- Líneas generales de investigación[4]

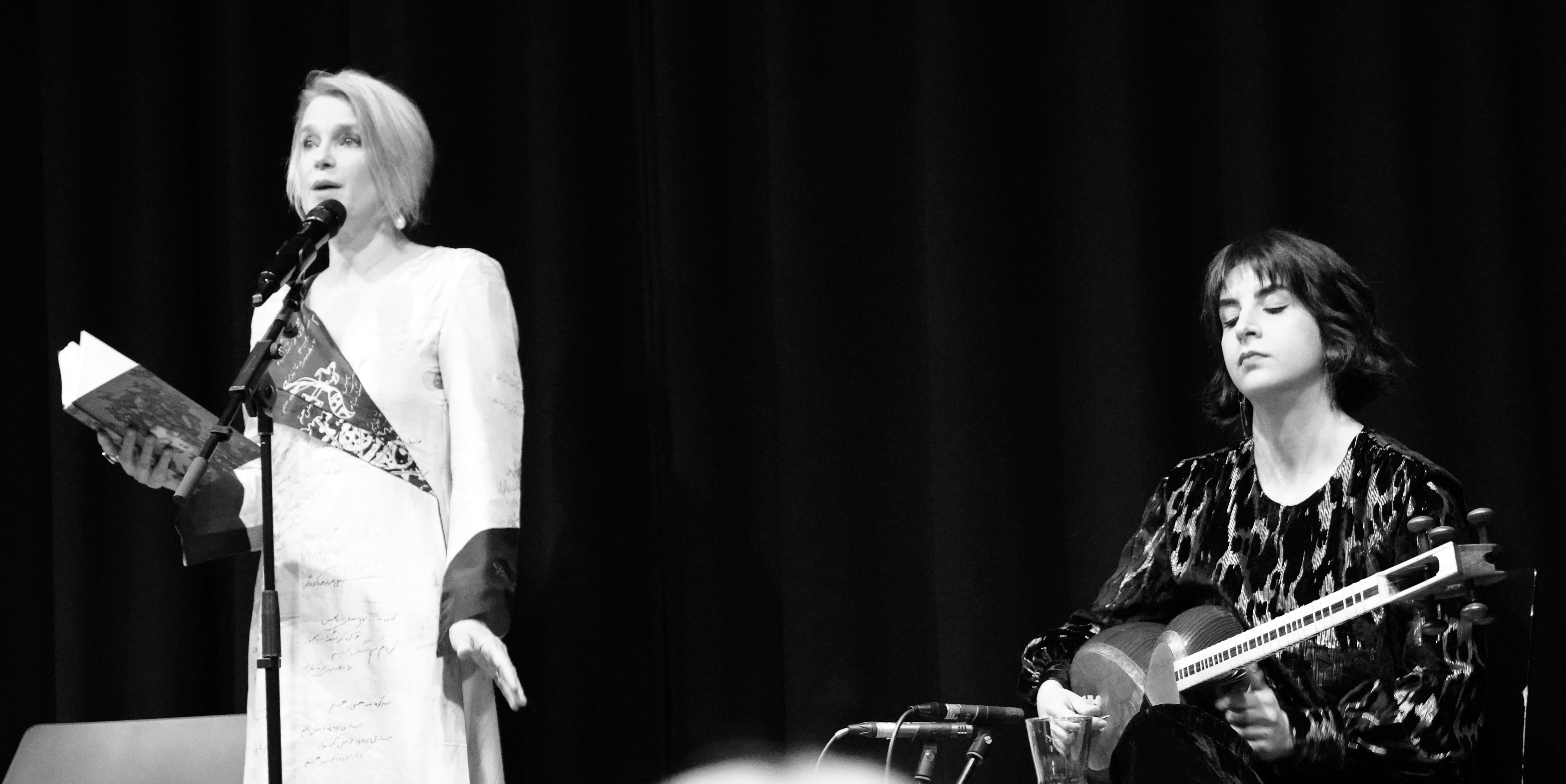
2025

  - Literatura mística persa (período medieval)
  - Literatura contemporánea femenina (Irán, Afganistán)
- Investigaciones en curso:
  - La expresión del amor en la literatura persa
  - Articulación de la poesía profana/poesía mística
  - Las poetisas afganas contemporáneas

## Obras
- Paroles de Vérités (Y esto va a misa!) de Ostad Elahi - Traducción inédita - Albin Michel, 2014
- Le Cantique des oiseaux (El canto de los pájaros), d'‘Attâr illustré par la peinture en Islam d'orient,[10] traducción inédita en verso, Éditions Diane de Selliers, 2012 (ISBN 978-2364370036)
- Les Femmes, l'amour et le sacré (Las mujeres, el amor y lo sagrado) con Jean Clair et Abdelwahab Meddeb[11] Albin Michel, 2010  (ISBN 978-2226207449)
- Malek Jân No'mati, la vie n'est pas courte mais le temps est compté[12] (La vida no es corta pero el tiempo está contado), Éditions Diane de Selliers, 2007.
- Rûmî[13] (Rumi), Entrelacs, 2004  (ISBN 290-8606178I)
- Trésors dévoilés, Anthologie de l'islam spirituel (Tesoros desvelados, Antología del Islam espiritual), Seuil, 2009  (ISBN 978-2-02-096402-9)
- Orient - Mille ans de poésie et de peinture (Oriente - Mil años de poesía y pintura), Éditions Diane de Selliers, 2004  (ISBN 978-2-903656-43-0)

## Distinciones
- Chevalier des Arts et des Lettres (Caballero de las Artes y de las Letras)
- Premio Nacional del Libro de Irán 2014, categoría traducción literaria
- Premio Mevlan, 2014[14]
- Premio del Instituto Shams y Rûmi, Teherán, 2015[15]